# 안토니아 트루포
안토니아 트루포(Antonia Truppo, 1977년 2월 14일 ~ )는 이탈리아의 배우이다. 다비드 디 도나텔로상 여우조연상 2회(2016, 17) 수상자이다.